# Pedro Arancibia
Pedro Segundo Arancibia Delgado (* 4. Juni 1944 in El Melón) ist ein ehemaliger chilenischer Fußballspieler. Der Mittelfeldspieler absolvierte ein Länderspiel für Chiles Nationalmannschaft.

## Karriere

### Verein
Pedro Arancibia, auch Pedro-Pedro genannt, begann seine Karriere 1962 bei Everton de Viña del Mar. 1967 wechselte der Mittelfeldspieler zum Hauptstadtklub Union Española. Seine letzten beiden Karrierejahre verbrachte Pedro-Pedro bei Unión La Calera.

### Nationalmannschaft
Pedro Arancibia absolvierte im Februar 1966 unter Luis Álamos sein einziges Länderspiel. Bei der 0:2-Niederlage im Freundschaftsspiel gegen die Sowjetunion wurde er in der 58. Spielminute für Pedro Araya eingewechselt.